# Бурий тинаму
Бурий тинаму (Nothocercus) — рід птахів родини тинамових (Tinamidae). Включає три види.

## Етимологія
Родова назва Nothocercus утворена з двох грецьких слів: νοθος — «фальшивий», і κερκος — «хвіст».

## Поширення
Рід поширений в Центральній і Південній Америці.

## Види
- Тинаму бурий (Nothocercus bonapartei)
- Тинаму жовтогрудий (Nothocercus julius)
- Тинаму чорноголовий (Nothocercus nigrocapillus)